# 亚历山大·鲁达科夫
亚历山大·彼得洛维奇·鲁达科夫（俄语：Алекса́ндр Петро́вич Рудако́в，1910年8月29日（9月11日）—1966年7月10日）他出生于乌克兰，他是苏联共产党中央委员会书记处成员、苏共中央重工业部部长。